# Pletenec (textil)

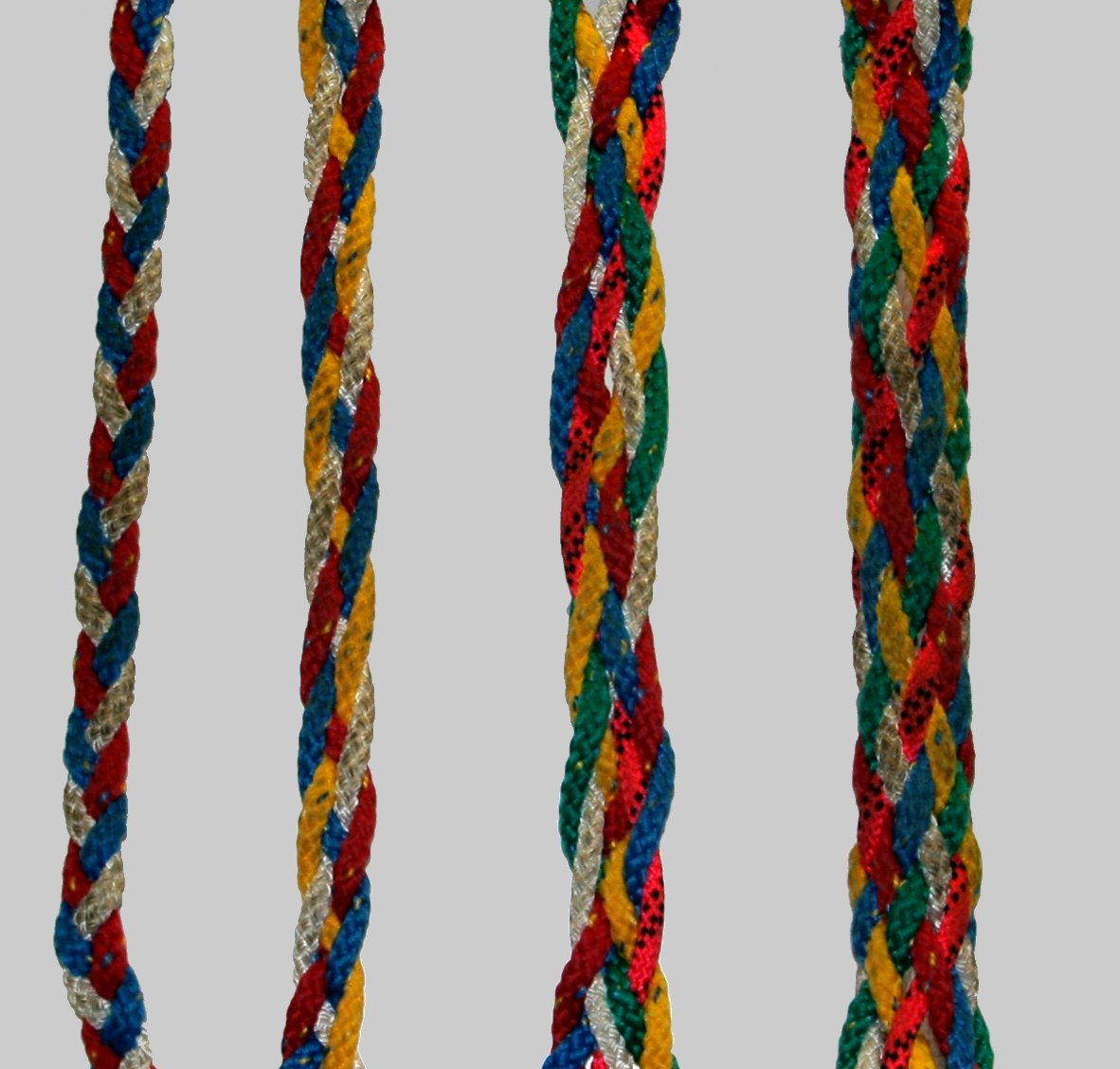
Pletenec ze 3, 4, 5 a 6 šňůr

Pletenec (anglicky braid, německy Geflecht) je délková textilie sestávající z nití nebo šňůr vzájemně provázaných v diagonálním směru k ose výrobku.
Splétání se provádí ručně nebo strojově, k výrobě se dají použít všechny textilní materiály. Pletence se zhotovují zpravidla z několikanásobně skaných přízí, šňůr, rovingů nebo z tkanin nastříhaných na pásky.

## Druhy pletenců

### Ruční splétání
Známé jsou pletence ze 3 až 17 pramenů se čtyřhranným nebo oblým průřezem nebo jako ploché pásky.
Pro amatéry se nabízí řada technik, které se dají naučit v kurzech a zčásti jsou popsány na internetových stránkách. Splétání se provádí:
- patřičnými pohyby rukou, např. tzv. prstovým splétáním[4]
- s pomocí jednoduchých nástrojů, např. technikou kumihimo[5]

#### Použití pletenců
Ozdoby, lemy oděvů a nábytku. Pletence se také sešívají do tvaru koberečků, kabelek a pod.